# Wilhelm von Massow (General)

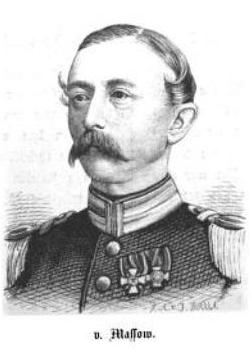
Wilhelm Karl von Massow (1815–1899)

Wilhelm Karl von Massow (* 10. August 1815 in Schmarse, Kreis Züllichau; † 22. Februar 1899 in Naumburg (Saale)) war ein preußischer General der Infanterie.

## Leben

### Herkunft
Wilhelm war ein Sohn des preußischen Majors und Herrn auf Schmarse Friedrich von Massow (1786–1859) und dessen Ehefrau Karoline, geborene von Sydow (1795–1881). Sein Bruder Hermann (1812–1881) war preußischer Politiker, sein Bruder Benno (1827–1904) wurde preußischer Generalleutnant.

### Militärkarriere
Massow besuchte das Pädagogium in Züllichau und trat nach seinem Abschluss am 1. Juli 1834 in das 23. Infanterie-Regiment der Preußischen Armee ein. Bis Mitte März 1837 avancierte er zum überzähligen Sekondeleutnant, bevor er drei Monate später in das Regiment einrangiert wurde. Vom 15. April bis zum 30. September 1841 war Massow zum Lehr-Infanterie-Bataillon kommandiert. Er diente von Ende März 1842 bis Ende August 1851 als Adjutant des II. Bataillons und nahm 1846 nach den Unruhen in Krakau an der Besetzung der Stadt teil. Er stieg Mitte September 1851 zum Premierleutnant auf und war ab Ende 27. März 1852 als Kompanieführer beim I. Bataillon im 23. Landwehr-Regiment in Neiße tätig. Massow wurde am 10. August 1854 Hauptmann und am 10. August 1857 zum Kompaniechef in seinem Stammregiment ernannt. Am 10. März 1861 erfolgte seine Versetzung in das 4. Oberschlesische Infanterie-Regiment. Nach seiner Beförderung zum Major war er zunächst im Stab, bevor er am 20. April 1864 das Kommando über das II. Bataillons in Groß-Strehlitz erhielt. Während des Deutschen Krieg verstärkte sein Bataillon zunächst die Festung Neiße. Nach der Schlacht bei Königgrätz rückte das Regiment nach Mähren aus, nahm dort aber an keinen nennenswerten Kampfhandlungen mehr teil.
Nach dem Friedensschluss wurde er am 20. September 1866 zum Oberstleutnant befördert und als Kommandeur des Füsilier-Bataillons nach Oppeln versetzt. Unter Stellung à la suite beauftragte man Massow am 13. Juni 1868 zunächst mit der Führung des 1. Ostpreußischen Grenadier-Regiments Nr. 1 „Kronprinz“ in Königsberg und ernannte ihn am 7. Juli 1868 zum Regimentskommandeur. In dieser Eigenschaft avancierte er 23. Juli 1868 zum Oberst.
Während des Deutsch-Französischen Krieges kämpfte er bei Colombey und Noisseville, dort verdiente er sich das Eiserne Kreuz II. Klasse. Ferner kämpfte er bei Saint-Quentin sowie der Belagerung von Metz. Des Weiteren war er bei den Gefechten von Servigny, Villers, Ornme, Nouille, Mey, Goupilliers, Lauvalier, Romery, Mahon, Harcy, Rimogne, Nassandres, Robert la Diable, Orival, Moulineaux und Poeuilly. In dieser Zeit wurde er am 24. November 1870 Führer der 2. und am 6. Januar der 1. Infanterie-Brigade. Am 6. Januar 1871 kam er als Führer in die 3. Infanterie-Brigade und wurde mit dem Eisernen Kreuz I. Klasse ausgezeichnet. Am 12. März 1871 kam er wieder als Führer in die 1. Infanterie-Brigade, dort verblieb er bis zum Friedensschluss und kehrte dann in seine Friedensstellung als Kommandeur des Grenadier-Regiments „Kronprinz“ (1. Ostpreußisches) Nr. 1 zurück.
Nach dem Krieg erhielt er am 19. Januar 1873 den Orden Pour le Mérite und wurde am 8. März 1873 unter Stellung à la suite seines Regiments als Kommandeur der 39. Infanterie-Brigade nach Hannover versetzt sowie am 22. März 1873 zum Generalmajor befördert. Am 5. Februar 1878 wurde er als Kommandant von Magdeburg und am 22. März 1878 mit dem Stern zum Kronen-Orden II. Klasse ausgezeichnet. Er erhielt am 11. Juni 1878 die Beförderung zum Generalleutnant. Am 4. April 1882 wurde Massow zu den Offizieren von der Armee versetzt und als Gouverneur der Festung Ulm nach Württemberg kommandiert. In dieser Stellung erhielt das Großkreuz des Friedrichs-Ordens sowie des Herzoglich Sachsen-Ernestinischen Hausordens. Am 14. Juni 1883 wurde er zum Gouverneur von Straßburg ernannt und anlässlich seines 50-jährigen Dienstjubiläums am 1. Juni 1884 mit dem Roten Adlerorden I. Klasse mit Eichenlaub und der Zahl „50“ ausgezeichnet. Unter Verleihung des Charakters als General der Infanterie wurde Massow am 2. August 1884 mit der gesetzlichen Pension zur Disposition gestellt.
Er starb am 22. Februar 1899 in Naumburg (Saale).
Bei seinem Verleihungsvorschlag zum Orden Pour le Merite schrieb der General von Goeben im Jahr 1871: „Oberst von Massow hat schon am 18.1.1871, als General von Memerty bei Beginn des Kampfes schwer verwundet wurde, das Kommando der starken kombinierten Brigade des I. Armeekorps übernommen. Er hat dieselbe ebenso während der Schlacht des 19.1. geführt, und er hat sich durch Umsicht und Entschlossenheit auf das rühmlichste ausgezeichnet, und unter schwierigen Verhältnissen hervorragende Dienste geleistet. Ich erlaube mir daher, diesen braven Offizier jetzt angelegentlichst zu empfehlen.“

### Familie
Massow heiratete am 15. November 1846 in Reisewitz Hedwig Jenny Freiin von Rottenberg (1827–1914). Aus der Ehe ging die Tochter Jenny (* 1847) hervor, die 1873 den späteren Oberstleutnant Rudolf von Hocke († 1895) heiratete.